# Johannes Teyler
Johannes Teyler (* um den 23. Mai 1648 in Nijmegen; † zwischen 1697 und 1709) war ein niederländischer Radierer, Graveur, Zeichner, Erfinder und Professor für Philosophie und Mathematik. Ab 1679 reiste er durch Italien, Ägypten, das Heilige Land und Malta und fertigte Zeichnungen der Festungen an. Während einer Reise nach Berlin im Jahr 1683 hat Teyler in Farbkupferstichen auch Ansichten des Berlin kurfürstlichen Schlosses festgehalten. Danach kehrte er in die Niederlande zurück und ließ sich in der Provinz Holland nieder.
Zwischen 1683 und 1688 entwickelte er eine Methode, um Farbdrucke mit einem einzigen Kupferstich zu realisieren. Zu seinen Schülern zählten Johannes van Call (1656–1705?) und Mattheus Berckenboom.
1695 wurde ihm an der Universität Halle der Lehrstuhl für Mathematik angeboten.